# Raftsundet

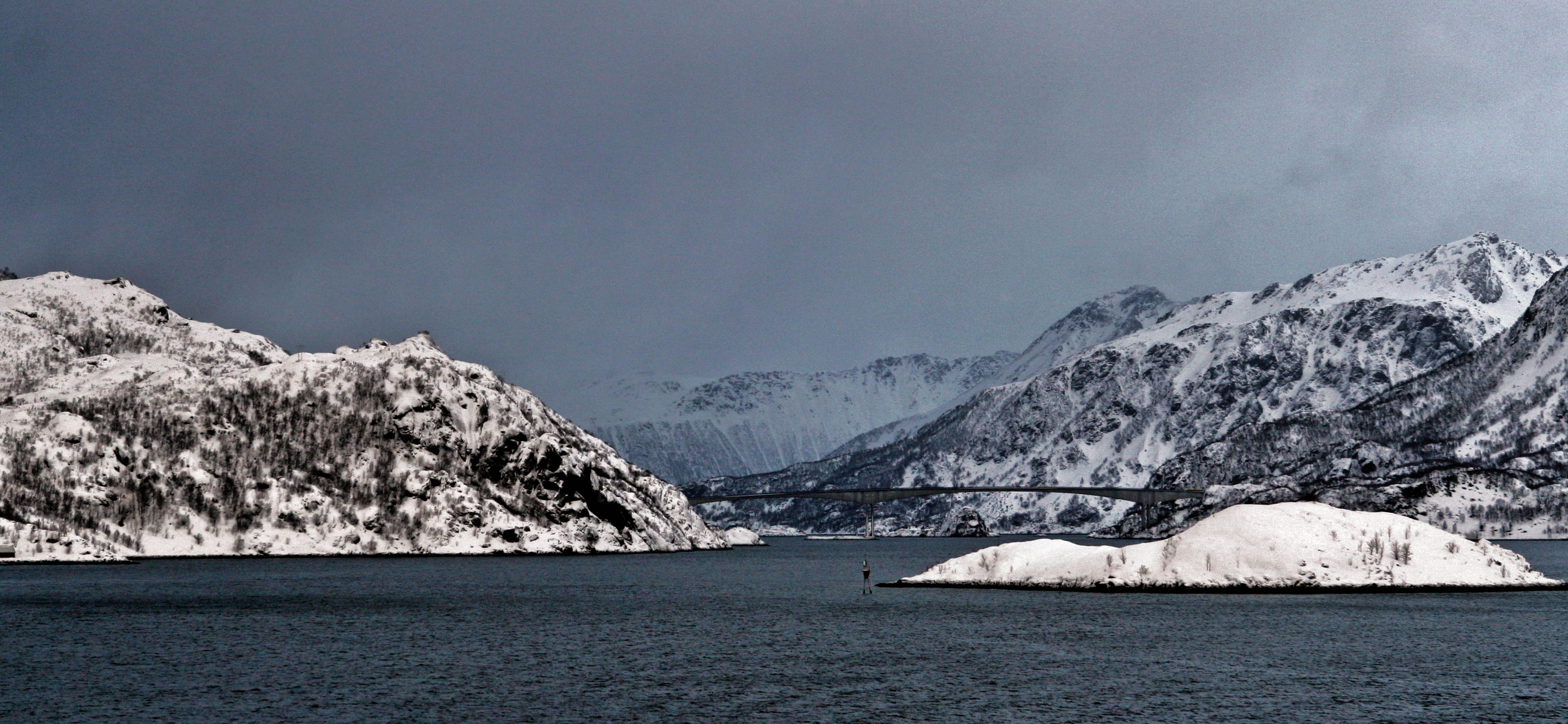
El Raftsundet és creuat pel pont homònim

L'estret de Raftsundet és un estret noruec situat als municipis de Hadsel i Vågan, al comtat de Nordland. Es troba entre les illes d'Hinnøya i Austvågøya, i té una longitud d'uns 25 quilòmetres. L'estret és travessat per un pont homònim. La branca lateral de l'estret, el fiord de Troll, és una atracció turística molt coneguda.